# Radenko Stanković
Radenko Stanković (Leskovica, 26. travnja 1880. — Beograd, 5. prosinca 1956.), srpski političar i liječnik kardiolog. Osnivač i profesor Medicinskog fakulteta u Beogradu, senator, ministar prosvjete za vrijeme vladavine kralja Aleksandra I. i kraljevski namjesnik maloljetnog kralja Petra II. Karađorđevića. Bio je mason.

## Životopis
Rođen je u banatskom selu Leskovici (danas u Rumunjskoj), na lijevoj obali Dunava, kod Bele Crkve. U Novom Sadu je završio Srpsku veliku gimnaziju. Medicinu je studirao u Budimpešti, Innsbrucku i Beču, gdje je i doktorirao 1903. godine. Do 1906. godine bio je u Beču asistent prof. Hermanna Notnagela i dr Karla Landsteina.
Od 1906. do 1920. imao je u Zagrebu privatnu ordinaciju. U tom razdoblju uključio se u rad Srpskog privrednog društva Privrednik u Zagrebu gdje je bio članom uprave. Znatna je bila njegova uloga za vrijeme oslobođenja u Narodnom vijeću, gde je bio povjerenik za socijalnu politiku. Po prelasku u Beograd na novoosnovanom Medicinskom fakultetu izabran je za izvanrednog profesora interne propedeutike 1921. godine. Školske 1921./22. bio je na studijskom putovanju po SAD. Po povratku izabran je za šefa Interne propedeutičke klinike, u kojoj je instalirao prvi EKG aparat u Srbiji.
Redovni profesor i osobni liječnik kralja Aleksandra bio je od 1929. godine. Kliniku je, nakon što je imenovan za senatora, napustio u drugoj polovici 1932. godine.
Početkom 1934, nakratko je bio ministar prosvjete. Nakon ubojstva kralja Aleksandra I. listopada 1934. godine, imenovan je za kraljevskog namjesnika maloljetnog kralja Petra II. Karađorđevića, zajedno s knezom Pavlom Karađorđevićem i Ivom Perovićem. Vlast je u biti pripala Pavlu Karađorđeviću, jer su druga dvojica namjesnika svedena na „nazočne građane“. Na mestu namjesnika knez Pavle je ostao sve do državnog udara 27. ožujka 1941. godine, kada je otišao u izgnanstvo.
Bio je nazočan na sjednici Krunskog vijeća, 6. ožujka 1941. gdje je donesena odluka da Kraljevina Jugoslavija pristupi Trojnom paktu uz određene uvjete. Namjesnik Stanković na sjednici se zalagao za „simboličan rat“ protiv Nijemaca, što je značilo da se kralj i vlada sa 100.000 vojnika moraju probiti u Grčku i pridružiti britanskim vojnim snagama. Ovaj su njegov predlog odbili ostali sudionici sjednice. Na sjednici je došlo do sudbonosnog izbora između rata i pakta. Na kraju se pristupilo glasovanju, gdje su se svi jednoglasno složili da se pakt prihvati uz određene uvjete.
Dva dana poslije potpisivanja protokola o pristupanju Kraljevine Jugoslavije Trojnom paktu u dvorcu Belvedere 25. ožujka 1941. godine, skupina visokih jugoslavenskih časnika izvela je vojni udar, zbacila vladu i Namjesništvo, uhitila premijera Dragišu Cvetkovića i ostale ministre, proglasila kralja Petra II. Karađorđevića za punoljetnog i predala mu vlast.
Dana 27. ožujka oko 7 navečer, knez-namjesnik Pavle Karađorđević s ostalom je dvojicom namjesnika potpisao ostavku. 
Po već okušanom obrascu munjevitog rata, Njemačka je napala Kraljevinu Jugoslaviju bez objave rata 6. travnja ujutro.
Poslije kapitulacije Kraljevine Jugoslavije 1941. godine, njemačke okupacijske snage uhitile su dr Stankovića i odvele ga u Austriju, pokušavajući ga nagovoriti na formiranje srpske vlade, što je odbio. U Austriji je ostao godinu dana. Po povratku u Beograd umirovljen je i u tom svojstvu je ostao do kraja rata.
Okružni sud u Beogradu osudio ga je 1949. godine na 12 godina zatvora, gubitak svih građanskih prava i konfiskaciju cjelokupne imovine. Kaznu je izdržao u zatvoru u Srijemskoj Mitrovici iz kojega je pušten 1956. godine, teško bolestan. Preminuo je prosinca iste godine.
Rehabilitiran je 18. prosinca 2006. godine odlukom Okružnog suda u Beogradu Reh. br. 24/06.

## Vanjske poveznice
- Glas javnosti  Arhivirana inačica izvorne stranice od 5. ožujka 2016. (Wayback Machine) - Rehabilitacija za Radenka Stankovića, 16. rujna 2006. (srp.)
- Glas javnosti  Arhivirana inačica izvorne stranice od 11. siječnja 2018. (Wayback Machine) - Smetao i Nemcima i komunistima, 9. veljače 2001. (srp.)